# Cimetière marin de Souillac
Le cimetière marin de Souillac est un cimetière marin situé sur la côte sud de l'Île Maurice, face à l'océan Indien. Il tient son nom du vicomte François de Souillac, gouverneur de l'île (appelée alors isle de France) au XVIIIe siècle.

## Personnalités inhumées
- Baron Marie-Claude Antoine Marrier d'Unienville (1766-1831)[1], président de l'Assemblée coloniale et major de Savanne
- Philippe Joachim Micouin (1794-1870), capitaine au long cours
- Robert Edward Hart (1892-1954), poète
- Bernard Lespine (1934-2002)